# Scooby-Doo et les Boo Brothers
Série
Scooby-Doo à Hollywood
(1979) Scooby-Doo et le Rallye des monstres
(1988)
Pour plus de détails, voir Fiche technique et Distribution.
Scoubidou et les Boo Brothers puis Scooby-Doo et les Boo Brothers (Scooby-Doo Meets the Boo Brothers) est un téléfilm d'animation américain de Paul Sommer, Carl Urbano et Ray Patterson, diffusé en syndication le 18 octobre 1987 sur Great American Broadcasting. C’est le deuxième long métrage réalisé autour du personnage de Scooby-Doo.
Ce film est inspiré par la cinquième série Scooby-Doo, Scoubidou et Scrapidou. Il a été diffusé en France le 2 septembre 1993.

## Synopsis
Sammy a hérité d'un manoir de son oncle Beauregard dans le vieux Sud des États-Unis. Sammy, Scooby-Doo et Scrappy-Doo partent voir ce manoir, mais ils se perdent en chemin. Heureusement pour eux, ils croisent le shérif qui leur indique le chemin. Il leur révèle aussi que le manoir est hanté, mais ils ignorent ses conseils. Sur le chemin, ils sont suivis par un cavalier fantôme sans tête. Heureusement ils arrivent au manoir ; là-bas, ils rencontrent le majordome Carfar qui leur indique l'existence d'un trésor caché dans le manoir.
Soudain arrive le shérif qui recherche un singe évadé du cirque. Après le départ du shérif, Sammy essaie de quitter le manoir, mais le camion s'est enfoncé dans le sol, alors ils sont obligés d'attendre le matin. Sammy décide de faire venir des exterminateurs de fantômes : les Boo Brothers. Ils sont en réalité eux-mêmes des fantômes. Ces derniers sèment la pagaille. Dans la maison, Sammy fait la rencontre de leur voisine qui l'aime dès le premier regard. Ce n'est pas le cas pour son frère Billy Bob qui a essayé de le tuer.
Sammy appelle le shérif, puis il découvre un diamant ainsi qu'un message de son oncle qui lui indique que le trésor a été dispersé dans les quatre coins de la maison et s'il veut trouver le gros du trésor, il doit suivre les indices qu'il lui a laissés. Le premier indice l'a mené au sommet de la cheminée. Là, ils sont attaqués par un squelette avec une cape mais heureusement les Boo Brothers arrivent pour les sauver. Le deuxième indice les amène dans une pièce secrète, mais le fantôme les a enfermés à l'intérieur. Mais les Boo Brothers les sauvent pour la deuxième fois. L'indice les a emmenés vers une vieille pendule où ils trouvent un indice qui les mène au grenier. Un fantôme les attaque, mais ils arrivent à s'enfuir. Le fantôme de l'oncle de Sammy essaie de leur voler l'indice, mais les Boo Brothers se chargent de lui pendant que les autres se cachent dans la cave. Là, ils découvrent un nouvel indice qui les mène au cimetière ; là-bas, ils découvrent un autre indice, mais le fantôme les a fait tomber dans un trou d'où ils finiront par s'enfuir.
De retour à la maison, ils lisent l'indice qui les mène à l'écurie, là-bas ils trouvent le cavalier sans tête qui se révèle être un pantin sur un cheval mécanique. L'indice les mène à un vieux puits, au fond duquel ils découvrent un tunnel qui les mène à la cave du manoir (cela explique comment les fantômes entrent et sortent de la maison). Ils découvrent un nouvel indice qui les mène à une caverne habitée par un ours, là-dedans ils ne découvrent pas l'ours mais leur camion. Le fantôme avait placé un appareil de téléguidage. Scrappy-Doo le débranche puis ils retournent à la maison pour lire l'indice, mais le fantôme de l'oncle de Sammy les poursuit qu'ils arrivent finalement à semer.
De retour au manoir, ils essaient de lire l'indice, mais le singe leur vole l'indice. Ils arrivent à l'occuper avec le cheval mécanique et ils appellent le shérif avant d'aller vers l'endroit indiqué dans le message, un vieux hangar. Là-bas, ils découvrent le message qui indique l'endroit du trésor qui se révèle être dans la cheminée. Le fantôme a tout vu et les a piégés dans un filet, mais les Boo Brothers les sauvent et arrêtent le fantôme qui se révèle être le shérif. En réalité, ce n'est pas le vrai shérif, mais son frère jumeau qui se faisait passer pour lui. Finalement, Sammy, Scooby-Doo et Scrappy-Doo décident de rentrer chez eux et de laisser le manoir aux Boo Brothers.

## Fiche technique
- Titre original : Scooby-Doo Meets the Boo Brothers
- Titre français : Scoubidou et les Bou Brothers puis Scooby-Doo et les Boo Brothers
- Réalisation : Paul Sommer, Carl Urbano et Ray Patterson
- Scénario : Jim Ryan
- Musique : Sven Libaek
- Montage : Robert Ciaglia et Gil Iverson
- Distribution : Andrea Romano
- Productrice : Kay Wright
- Producteurs exécutifs : Joseph Barbera et William Hanna
- Sociétés de production : Hanna-Barbera Productions et Taft Broadcasting
- Société de distribution : Warner Bros. Television
- Pays d'origine :  États-Unis
- Langue : anglais
- Format : couleurs - 1.33:1 - négatif 35 mm - son Mono
- Genre : Animation
- Durée : 93 minutes
- Dates de première diffusion :  États-Unis - 18 octobre 1987 ;  France - 15 octobre 2003 (DVD)

## Distribution

### Voix originales
- Casey Kasem : Sammy Rogers
- Don Messick : Scooby-Doo / Scrappy-Doo
- Sorrell Booke : le shérif Rufus Buzby / T.J. Buzby
- Rob Paulsen : Shreako / le répartiteur
- Ronnie Schell : Freako
- Jerry Houser : Meako
- Arte Johnson : Farquard / le fantôme squelettique
- Victoria Carroll : Sadie Mae Scroggins
- William Callaway : Billy Bob Scroggins / le fantôme de Beauregard / le fantôme dans le grenier / le cavalier sans tête / le gorille
- Michael Rye : le maire
- Hamilton Camp : le rire du fantôme (voix)
- June Foray : la sorcière

### Voix françaises
- Éric Missoffe : Scooby-Doo / Sammy Rogers
- Éric Métayer : Scrappy-Doo / Shreako / le répartiteur
- Michel Mella : Freako / Billy Bob Scroggins / Farquard / le gorille
- Christian Pélissier : Meako / le shérif Rufus Buzby / T.J. Buzby / le fantôme squelettique / le fantôme de Beauregard / le fantôme dans le grenier / le cavalier sans tête / le maire
- Céline Monsarrat : Sadie Mae Scroggins
- Claude Lombard : la sorcière

## Habits
La tenue portée par Sammy n’est pas sa tenue traditionnelle (chandail vert, pantalon brun et chaussures noires), il porte un chandail rouge, un pantalon bleu et des chaussures beiges qui ressemblent à celles de Fred. Nous retrouvons cet habit dans Scooby-Doo et l'École des sorcières (ou Scooby-Doo à l’école des diablesses en québécois), dans Scooby-Doo et le Rallye des monstres ou encore dans la série animée Les Treize Fantômes de Scooby-Doo ou dans le film Scooby-Doo et la Cybertraque pour Cyber-Sammy qui garde les chaussures noires tandis que le vrai Sammy porte ses vêtements habituels (chandail vert, pantalon brun et chaussures noires).

## Commentaires
- On remarque que les Boo Brothers sont inspirés de la troupe comique Les Trois Stooges.
- Sorrell Booke, qui double le shérif pas très malin Buzby et son jumeau dans la version originale, est connu à l'époque pour avoir joué le méchant principal de la série des années 1970-80 Shérif, fais-moi peur.
- Fred, Véra et Daphné ainsi que leur van la Mystery Machine n'apparaissent pas dans le film.
- Une erreur est à retenir dans le film, l'oncle de Sammy est un colonel confédéré alors que la Guerre de Sécession s'est terminée bien avant la naissance de l'oncle en 1865. Il aurait eu au minimum 150 ans à sa mort en 1987.
- On peut également noter que le voisin Billy parle avec un accent québécois.
- Le cavalier sans tête est un fantôme qui est déjà apparu dans une série Scooby-Doo avant ce téléfilm, Scooby-Doo Show.
- Ce téléfilm garde le scénario habituel de Scooby-Doo, un méchant déguisé en fantôme pour effrayer Sammy et Scooby afin de trouver et garder le trésor, alors que les autres fantômes sont de vrais fantômes.
- Le doublage français de ce téléfilm n'a gardé aucun comédien de doublage de l'époque, Francis Lax n'a pas refait la voix de Sammy, Jacques Torrens n'a pas été rappelé pour refaire la voix de Scooby-Doo, de même pour Jacques Ferrière avec Scrappy-Doo. Ce sont les comédiens actuels qui ont participé aux doublages de ce téléfilm, ce qui veut dire que le doublage de ce téléfilm a été réalisé au début des années 2000, de même pour les autres téléfilms comme Scooby-Doo et le Rallye des monstres et Scooby-Doo et l'École des sorcières ainsi que la série Scooby-Doo et Scrappy-Doo Show. Eric Missoffe est la voix actuelle de Sammy et Scooby-Doo après Francis Lax et Jacques Torrens et Eric Métayer celle de Scrappy-Doo après Jacques Ferrière.